# Les Malheurs de la jeunesse
Pour plus de détails, voir Fiche technique et Distribution.
Les Malheurs de la jeunesse (桃李劫, Táolǐ jié) est un film chinois réalisé par Ying Yunwei, sorti en 1934.

## Synopsis
La traduction littérale du titre est « Pêches et prunes volées. » Un professeur renommé rend visite à l'un de ses anciens élèves en prison. La misère n'a pas épargné ce dernier, qui a perdu sa femme et a été contraint d'abandonner son enfant. 

## Fiche technique
- Titre : Les Malheurs de la jeunesse
- Titre original : 桃李劫 (Taoli jie)
- Réalisation : Ying Yunwei
- Scénario : Ying Yunwei et Yuan Muzhi
- Musique : Nie Er
- Photographie : Wu Weiyun
- Montage : Chen Xiangxing
- Production : Ma Dejian
- Société de production : Diantong Film Company
- Pays de production : Chine
- Format : noir et blanc
- Genre : Drame
- Durée : 102 minutes
- Date de sortie : 
  - Chine : 16 décembre 1934

## Distribution
- Yuan Muzhi : Jianping Tao
- Chen Bo'er : Lilin Li
- Tang Huaiqiu : le directeur Liu
- Diyuan Li : le chef d'équipes
- Boxun Zhou : le responsable Ma
- He Bai
- Zhang Kexun